# Compositae Newsletter
Compositae Newsletter (abreviado Compositae Newslett.) es una revista con descripciones botánicas que es editada por el Museo Sueco de Historia Natural desde el año 1975.